# برت بلیس
برت بلیس (به انگلیسی: Bert Bliss) بازیکن فوتبال زادهٔ ۲۹ مارس ۱۸۹۰ اهل انگلستان بود که سابقهٔ بازی در تیم ملی فوتبال انگلستان را در کارنامهٔ خود دارد. وی در تاریخ ۹ آوریل ۱۹۲۱ تنها بازی ملی خود را در مقابل تیم ملی فوتبال اسکاتلند انجام داد.